# Sabine Pankofer
Sabine Pankofer (* 1964 in Wolfratshausen) ist Professorin für Psychologie in der Sozialen Arbeit an der Katholischen Stiftungshochschule München. Sie ist stellvertretende Vorsitzende des Aufsichtsrates der Deutschen Gesellschaft für Supervision und Coaching (DGSV). Pankofer gilt als eine der ersten Forscherinnen Deutschlands, die sich mit Machtaspekten in der Sozialen Arbeit beschäftigen.

## Leben und Wirken

### Ausbildung und beruflicher Werdegang
Pankofer studierte Psychologie, Soziologie und Sonderpädagogik (Verhaltensgestörtenpädagogik) an der Ludwig-Maximilians-Universität München und promovierte dort im Fach Psychologie zum Thema Geschlossene Unterbringung von Mädchen. Seit 1998 ist Pankofer Professorin für Psychologie an der Katholischen Stiftungshochschule München. Dort leitet sie die Supervisionsausbildung am Institut für Fort- und Weiterbildung der KSH sowie das Promotionskolloqium. Pankofer arbeitet und forscht zu verschiedenen Bereichen der Sozialen Arbeit, insbesondere zur stationären und ambulanten Jugendhilfe, zur Selbsthilfe und Selbsthilfeunterstützung sowie zu Supervision und Coaching. Ihre Arbeits- und Forschungsschwerpunkte umfassen zudem Psychologie als Bezugswissenschaft der Sozialen Arbeit, berufsbezogene Selbsterfahrung (Handlungslehre) sowie Macht in der Sozialen Arbeit.
Pankofer hat Zusatzausbildungen in klientenzentrierter Gesprächsführung (GwG) und als Supervisorin und war Mitglied in Aufsichtsrat von Condrobs e.V.

## Publikationen (Auswahl)

### Monografien
- Sabine Pankofer: Freiheit hinter Mauern. Mädchen in geschlossenen Heimen. Juventa München/Weinheim 1997. ISBN 978-3-7799-0899-9 (Dissertation).
- Birgit Mertens, Sabine Pankofer: Kindesmisshandlung. Körperliche Gewalt in der Familie. UTB Stuttgart 2011. ISBN 978-3-8385-2895-3.
- Sabine Pankofer, Juliane Sagebiel: Soziale Arbeit und Machttheorien. Reflexionen und Handlungsansätze. 1. Auflage. Lambertus Freiburg 2015. ISBN 978-3-7841-2616-6.
- Sabine Pankofer, Juliane Sagebiel: Soziale Arbeit und Machttheorien. Reflexionen und Handlungsansätze. 2. Auflage. Lambertus Freiburg 2022. ISBN 978-3-7841-3150-4

### Herausgeberschaften
- Tilly Miller, Sabine Pankofer: Empowerment konkret! Handlungsentwürfe und Reflexionen aus der psychosozialen Praxis. De Gruyter Oldernburg 2000; Reprint Berlin 2016. ISBN 978-3-11-050986-1.
- Helfen und Herrschen. Frankfurt am Main 2000. ISBN 978-3-931297-67-1.
- Sabine Pankofer, Maria Wasner: Soziale Arbeit in Palliative Care. Ein Handbuch für Studium und Praxis. Kohlhammer Stuttgart 2012. ISBN 978-3-17-022262-5.
- Sabine Pankofer, Stefan Borrmann, Christian Spatscheck, Juliane Sagebiel, Brigitta Michel-Schwartze: Die Wissenschaft Soziale Arbeit im Diskurs. Auseinandersetzungen mit den theoriebildenden Grundlagen Sozialer Arbeit. Verlag Barbara Budrich Leverkusen 2016. ISBN 978-3-8474-0767-6.

### Aufsätze und Vorträge
- Christian Ghanem, Thomas R. Lawson, Markos Maragkos, Ingo Kollar, Sabine Pankofer: The Diffusion of Evidence-Based Practice: Reviewing the Evidence-Based Practice Networks in the United States and German-Speaking Countries. In: Journal of Evidence-Informed Social Work, 14, 2, 2017, S. 86–118. DOI:10.1080/23761407.2017.1298074    .
- Florian Spensberger, Ingo Kollar, Eileen Gambrill, Christian Ghanem, Sabine Pankofer: How to teach evidence-based practice in social work: a systematic review. In: Research on Social Work Practice, 30, 1, 2019, S. 19–39. DOI:10.1177/1049731519852150